# Słomian

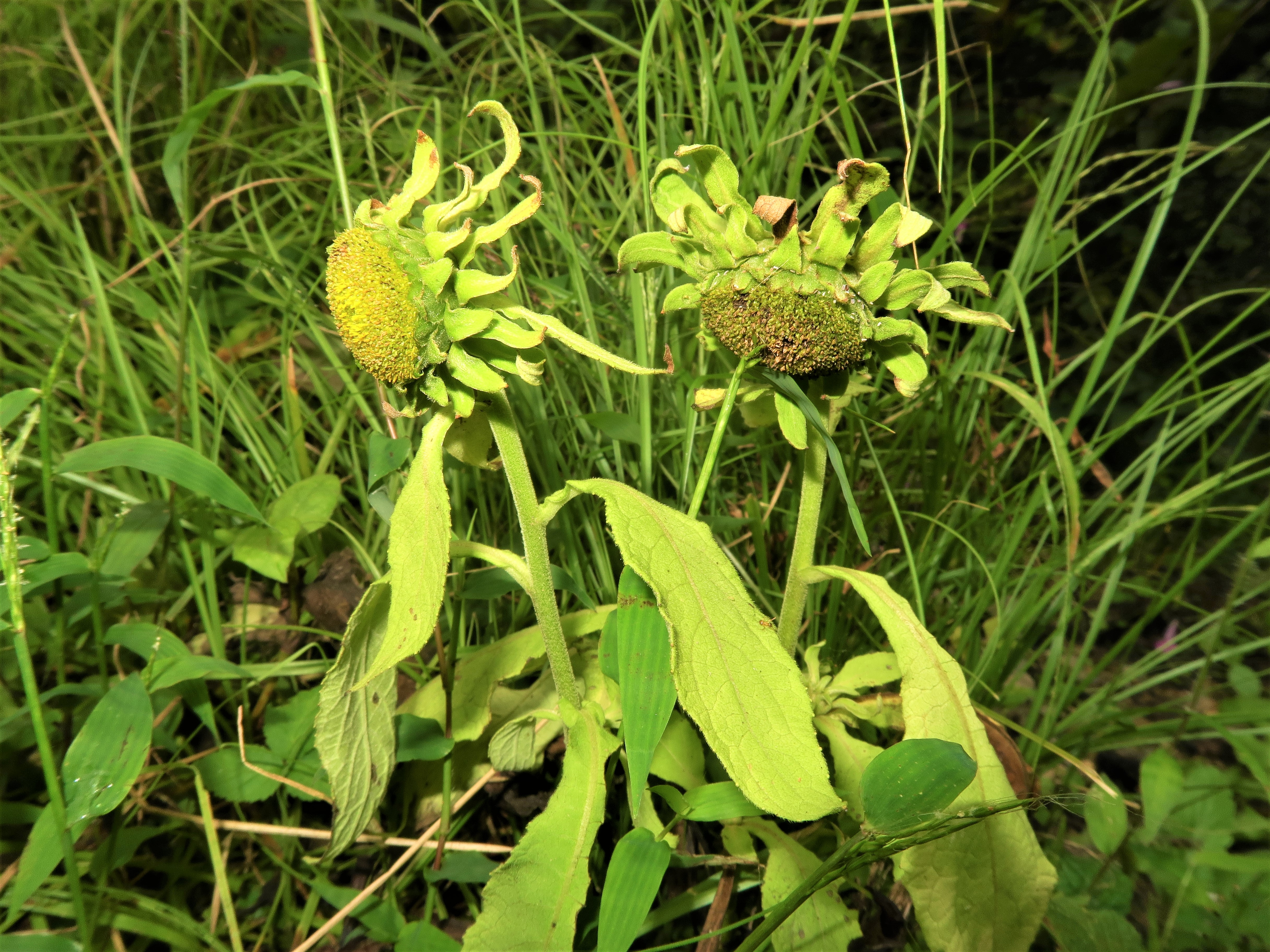
Carpesium macrocephalum

Słomian (Carpesium L.) – rodzaj roślin z rodziny astrowatych (Asteraceae). Obejmuje 21 gatunków. Występują one na Starym Świecie – w południowej Europie, gdzie rosną dwa gatunki oraz w Azji w pasie od Azji Mniejszej i Kaukazu poprzez Azję południową i środkową po Filipiny i Japonię. Bywa wskazywany z Polski, ze względu na ujęcie słomianu zwisłego C. cernuum we Florze Polski, gdzie wymieniony jest jako gatunek występujący na „ziemi ościennej” – Podolu. We współczesnej florze Polski brak przedstawicieli tego rodzaju. Centrum zróżnicowania rodzaju stanowią Chiny, gdzie rośnie 16 gatunków, w tym 6 endemitów.

## Morfologia
PokrójW większości byliny, rzadko rośliny jednoroczne. Łodygi nie są oskrzydlone i nie zawierają przewodów żywicznych.
LiścieSkrętoległe, siedzące i ogonkowe, przy czym ogonki zwykle oskrzydlone, blaszki całobrzegie lub ząbkowane.
KwiatyZebrane w krótkoszypułkowe lub siedzące koszyczki, często zwisające, pojedyncze, zebrane po kilka lub w większej liczbie tworzące złożone, kłosokształtne kwiatostany groniaste. Okrywy są półkuliste, z listkami w kilku szeregach, z których zewnętrzne są liściopodobne i zaostrzone, a wewnętrzne są suche, szerokie i tępe. Dno koszyczka jest płaskie i nagie. Kwiaty brzeżne rurkowate, żeńskie, wyrastają w dwóch lub kilku szeregach. Kwiaty wewnątrz koszyczka obupłciowe, lekko dwuwargowe, żółtawe.
OwoceNiełupki elipsoidalne, nagie i żebrowane, z krótkim dzióbkiem i pierścieniem na szczycie, ale bez puchu kielichowego.

## Systematyka
Pozycja systematycznaRodzaj z plemienia Inuleae, podrodziny Asteroideae i rodziny astrowatych (Asteraceae).
Wykaz gatunków
- Carpesium abrotanoides L.
- Carpesium cernuum L. – słomian zwisły[6]
- Carpesium cordatum F.H.Chen & C.M.Hu
- Carpesium divaricatum Siebold & Zucc.
- Carpesium faberi C.Winkl.
- Carpesium glossophyllum Maxim.
- Carpesium humile C.Winkl.
- Carpesium linearibracteatum (F.H.Chen & C.M.Hu) Y.B.Li, T.Deng & H.Sun
- Carpesium lipskyi C.Winkl.
- Carpesium longifolium F.H.Chen & C.M.Hu
- Carpesium macrocephalum Franch. & Sav.
- Carpesium minus Hemsl.
- Carpesium nepalense Less.
- Carpesium parvicapitulum S.S.Ying
- Carpesium rivulare Aver.
- Carpesium rosulatum Miq.
- Carpesium szechuanense F.H.Chen & C.M.Hu
- Carpesium taiwanense S.S.Ying
- Carpesium trachelifolium Less.
- Carpesium triste Maxim.
- Carpesium velutinum C.Winkl.